# 紫阳街道 (武汉市)
紫阳街街道，是中华人民共和国湖北省武汉市武昌区下辖的一个乡镇级行政单位。

## 行政区划
紫阳街街道下辖以下地区：
梅隐寺社区、解放路社区、起义门社区、歌笛湖社区、水陆社区、保望堤社区、复兴路社区、保安社区、武泰闸社区和工程营社区。